# Струневский, Андрей Николаевич
Андрей Николаевич Струневский (бел. Андрэй Мікалаевіч Струнеўская, 4 мая 1972, Солигорск, Минская область, Белорусская ССР, СССР) — белорусский государственный и политический деятель.

## Биография
Родился Андрей 4 мая 1972 года в г. Солигорск, что находится в Минской области. Окончил Солигорский горно-химический техникум по специальности «Горная электромеханика», квалификация «горный техник-электромеханик», Московский государственный открытый университет имени В. С. Черномырдина по специальности «Подземная разработка месторождений полезных ископаемых», квалификация «горный инженер», Академию управления при Президенте Республики Беларусь по специальности «Экономист-менеджер». Свою трудовую деятельность Андрей начал на руднике 3-го рудоуправления открытого акционерного общества «Беларуськалий». Там он работал в качестве горнорабочего очистного забоя. После чего там же работал мастером, а также заместителем начальника подземного горного участка, заместителем начальника по общим вопросам. До становления депутатом являлся председателем профессионального союза первичной профсоюзной организации открытого акционерного общества «Беларуськалий» Белхимпрофсоюза.
В 2004 году избирался депутатом Солигорского районного Совета депутатов, в 2014 — Минского областного совета.
Является депутатом Палаты представителей Национального собрания Беларуси VII созыва. Округ: Солигорский городской № 68. Выдвинут трудовым коллективом ОАО «Беларуськалий» а также путем сбора подписей. На выборах которые прошли 17 ноября набрал 69,9% от всех голосов. Помощник депутата: Елена Леонидовна Павлюкевич.

## Депутат Палаты представителей

### VII созыв (с 6 ноября 2019)
Во время функционирования Палаты представителей VII созыва является членом Постоянной комиссии по промышленности, топливно-энергетическому комплексу, транспорту и связи.
Законопроекты:
- «О ратификации Протокола о внесении изменения в Соглашение между Правительством Республики Беларусь и Правительством Российской Федерации о сотрудничестве в строительстве на территории Республики Беларусь атомной электростанции от 15 марта 2011 года»;
- Декрет Президента Республики Беларусь от 16 ноября 2020 г. № 4 «Об изменении Декрета Президента Республики Беларусь».

## Выборы
| Кандидат                    | Кандидат                      | Субъект выдвижения                            | Голосов | %     |
| --------------------------- | ----------------------------- | --------------------------------------------- | ------- | ----- |
|                             | Струневский Андрей Николаевич | Республиканская партия труда и справедливости | 34 032  | 69,64 |
|                             | Куклицкая Оксана Анатольевна  | Беспартийная                                  | 6 087   | 12,46 |
|                             | Балаев Вадим Эдуардович       | Беспартийный                                  | 1 580   | 3,23  |
|                             | Лисневский Антон Владимирович | Либерально-демократическая партия             | 1 328   | 2,72  |
| Против всех                 | Против всех                   | Против всех                                   | 5 093   |       |
| Недействительных бюллетеней | Недействительных бюллетеней   | Недействительных бюллетеней                   | 747     |       |
| Всего                       | Всего                         | Всего                                         | 66 861  | 100   |
| Явка избирателей            | Явка избирателей              | Явка избирателей                              | 48 867  | 73,09 |

## Награды и почетные звания
- Почетная грамота Минского областного Совета депутатов;
- Почетная грамота Республиканского комитета Белхимпрофсоюза;
- Почетная грамота Совета Федерации профсоюзов Белоруссии;
- Почетная грамота Минской областной организации Белхимпрофсоюза;
- Благодарность Федерации профсоюзов Белоруссии;
- Благодарность Минской областной организации Белхимпрофсоюза;
- Почетный знак Минской областной организации Белхимпрофсоюза;
- Почетное звание «Ветеран труда ОАО «Беларуськалий»[1].

## Личная жизнь
Женат, воспитывает двух детей.